# Nậm Chày
Nậm Chày là một xã thuộc huyện Văn Bàn, tỉnh Lào Cai, Việt Nam.
Xã Nậm Chày có diện tích 50,9 km², dân số năm 1999 là 1.755 người, mật độ dân số đạt 34 người/km².